# Погоня за ураганом
«Погоня за ураганом» (англ. The Hurricane Heist) — фільм-катастрофа про групу злочинців, які намагаються пограбувати Монетний двір США, в той час коли на регіон насувається ураган.

## Сюжет
Вілл і Бріз в дитинстві втратили батька під час урагану. Через багато років вони зустрічаються на передодні найпотужнішої стихії, яка насувається на Галфпорт. Населення евакуйовано, а брати стають заручниками пограбування. Кілька злочинців, спланували пограбування банківського сховища.

## У ролях
| Актор               | Роль         |
| ------------------- | ------------ |
| Тобі Кеббелл        | Вілл         |
| Меґґі Ґрейс         | Кейсі        |
| Райан Квонтен       | Бріз         |
| Мелісса Болона      | Саша         |
| Ральф Айнесон       | Перкінс      |
| Джеймі Ендрю Катлер | Клемент Райс |
| Бен Кросс           | Діксон       |
| Крістіан Контрерас  | Морено       |

## Створення фільму

### Виробництво
Зйомки фільму почались 29 серпня 2016 року в Болгарії.

### Знімальна група
- Кінорежисер — Роб Коен
- Сценаристи — Карлос Девіс, Джефф Діксон, Ентоні Фінглетон, Скотт Віндгаусер
- Кінопродюсери — Карен Еліз Болдвін, Марк Деймон, Моше Діамант, Вільям Дж. Іммерман, Крістофер Мілберн, Денні Рот, Майкл Тедросс-мол., Даміано Туччі
- Кінооператор — Шеллі Джонсон
- Кіномонтаж — Найвен Гові
- Композитор — Лорн Белф
- Художник-постановник — Кес Боннет
- Артдиректор — Марк Темпест
- Художник по костюмах — Ірина Котчева
- Підбір акторів — Кейт Доуд, Ненсі Фой, Маріанна Станічева[4].

## Сприйняття
Фільм отримав переважно негативні відгуки. На сайті Rotten Tomatoes оцінка стрічки становить 46 % на основі 41 відгуку від критиків (середня оцінка 4,8/10) і 28 % від глядачів із середньою оцінкою 2,4/5 (493 голоси). Фільму зарахований «гнилий помідор» від кінокритиків та «розсипаний попкорн» від глядачів, Internet Movie Database — 4,9/10 (5 263 голоси), Metacritic — 35/100 (12 відгуків критиків) і 4,3/10 (23 відгуки від глядачів).